# Knotenblumen
Die Gattung der Knotenblumen (Leucojum) gehört zur Familie der Amaryllisgewächse (Amaryllidaceae).

## Beschreibung
Die Knotenblumen-Arten sind ausdauernde krautige Pflanzen. Diese Geophyten bilden Zwiebeln als Überdauerungsorgane. Mehrere linealische Laubblätter stehen an der Basis der Pflanze.
Die glockenförmigen, zwittrigen Blüten sind dreizählig. Die sechs Blütenhüllblätter sind gleichgestaltet und gefärbt. Die sechs Staubblätter sind frei. Namensgebend für die Gattung war wohl die frühe Blütezeit verbunden mit dem knotenartigen, unterständigen Fruchtknoten. Die Kapselfrüchte enthalten zahlreiche schwarze oder weiße Samen.
Alle Pflanzenteile sind durch Alkaloide wie Lycorin und Galanthamin giftig.

## Systematik und Verbreitung
Die Gattung Leucojum wurde 1753 durch Carl von Linné in Species Plantarum, 1, S. 289 aufgestellt. Der botanische Gattungsname Leucojum leitet sich von den griechischen Wörtern leukos für weiß und ion für Veilchen (Geruch veilchenartig) ab.
In der Gattung Leucojum sind zwei Arten enthalten:
- Die Sommer-Knotenblume oder Spätblühende Knotenblume (Leucojum aestivum L.) ist über ganz Europa bis zu Krim und der östlichen Küste des Schwarzen Meeres verbreitet. Je Blütenstand gibt es mehrere Blüten: Mit zwei Unterarten:
  - Leucojum aestivum L. subsp. aestivum: Es gibt beispielsweise die Sorte: Leucojum aestivum 'Gravetye Giant'
  - Leucojum aestivum subsp. pulchellum Briq.
- Die Frühlings-Knotenblume oder Märzenbecher, Josefs-Glocherl, Osterbecherchen, Osterglocke, (Leucojum vernum L.) hat eine natürliche Verbreitung in Zentraleuropa. Je Blütenstand gibt es meist nur eine oder seltener zwei Blüten: Mit drei Varietäten:
  - Leucojum vernum var. carpathicum Sims
  - Leucojum vernum var. vagneri Stapf
  - Leucojum vernum L. var. vernum

Die beiden Knotenblumen-Arten
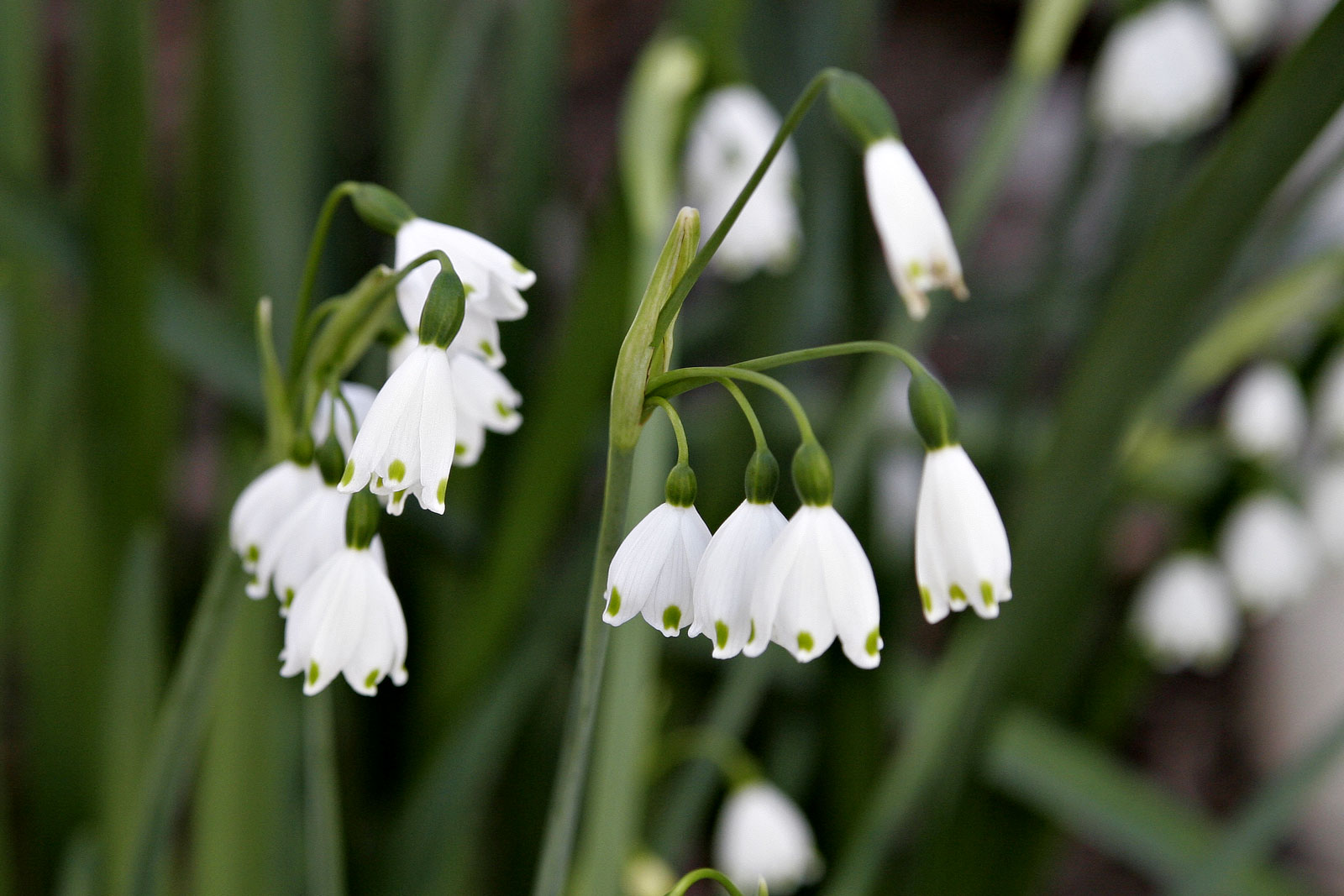
Sommer-Knotenblume (Leucojum aestivum)
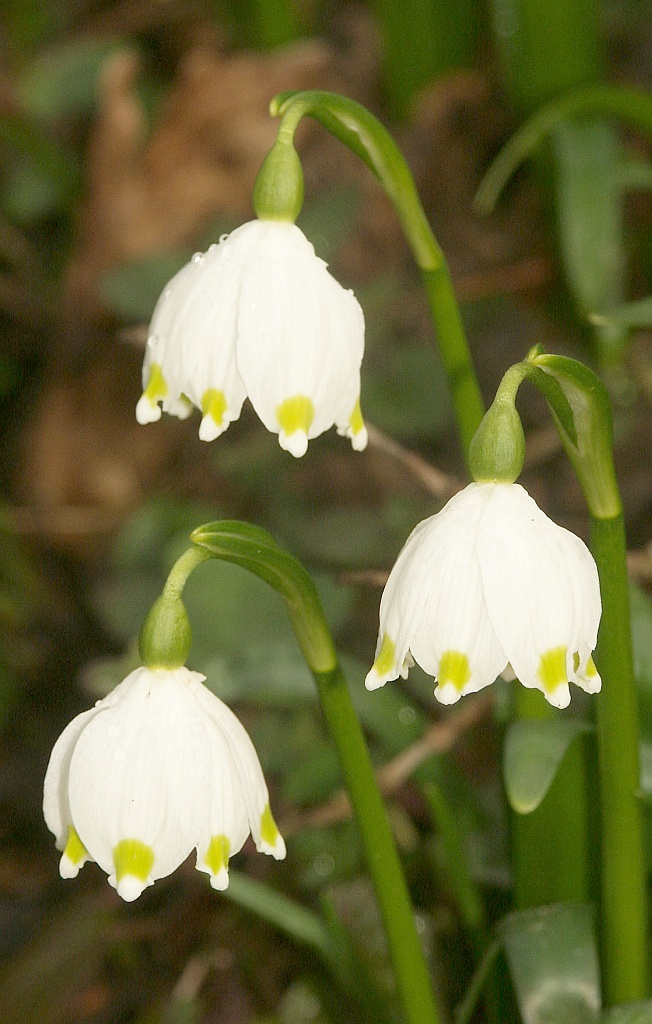
Frühlingsknotenblume (Leucojum vernum)

Die restlichen Arten der früheren zehn Leucojum-Arten sind heute in der Gattung Acis:
- Leucojum autumnale → Herbst-Knotenblume (Acis autumnalis)
  - Acis autumnalis var. autumnalis
  - Acis autumnalis var. oporantha
  - Acis autumnalis var. pulchella
- Leucojum fabrei → Acis fabrei
- Leucojum longifolium → Acis longifolia
- Leucojum nicaeense → Acis nicaeensis
- Leucojum roseum → Rosafarbene Knotenblume (Acis rosea)
- Leucojum tingitanum → Acis tingitana
- Leucojum trichophyllum → Acis trichophylla:
  - Acis trichophylla var. trichophylla
  - Acis trichophylla var. broteroi
  - Acis trichophylla var. micrantha
- Leucojum valentinum → Acis valentina
- Leucojum ionicum (Leucojum valentinum var. vlorense) → Acis ionica